# عنصری بلخی
ابوالقاسم حسن بن احمد عنصری بلخی شاعر نام‌آور پارسی‌زبان در سال ۳۵۰ هجری قمری زاده شد. امیر نصر برادر سلطان محمود غزنوی، وی را به غزنه فراخواند. سلطان محمود غزنوی به او توجه نشان داد و به او عنوان ملک‌الشعرایی داد. عنصری در سال ۴۳۱ هجری قمری درگذشت.
دولتشاه سمرقندی در تذکرهٔ خویش در باب عنصری چنین می‌نویسد:

مناقب و بزرگواری او اظهر من الشمس است و سرآمد شعرای روزگار سلطان محمود بوده و او را ورای طورِ شاعری فضایل بسیار است؛ و بعضی او را حکیم نوشته‌اند. چنین گویند که در رکاب سلطان محمود همواره چهارصد شاعرِ متعین ملازم بودندی و پیشوا و مقدم طایفهٔ شعرا استاد عنصری بود، و همگان بر شاگردی او مقرّ و معترف بودند و او را در مجلس سلطان منصب ندیمی با شاعری ضمّ بود و پیوسته مقامات و غزوات سلطان نظم کردی. او را قصیده‌ای است مطوّل قریب به یکصد و هشتاد بیت که مجموع غزوات و حروب و فتوح سلطان را در آن قصیده به نظم آورده؛ و در آخر سلطان محمود استاد عنصری را مثالِ ملک‌الشعرایی قلمرو خود ارزانی داشت و حکم فرمود در اطراف ممالک هر کجا شاعری و خوشگویی باشد سخن خود بر استاد عرضه دارد تا استاد غث و ثمین آن را منقح کرده، در حضرت اعلی به عرض رساند؛ و همه روز مجلس استاد عنصری، شعرا را مقصدی معیّن بود، و او را جاهی و مالی عظیم بدین جهت جمع شده، و فردوسی او را در نظم شاهنامه تحسین بلیغ می‌کند و آن حکایت به جایگاه خود خواهد آمد، و الله و اعلم. 
اشعار بازمانده از عنصری به حدود دو هزار بیت می‌رسد؛ که شامل قصیده، غزل، رباعی، قطعه، ترکیب‌بند، و مثنوی است. بیشتر قصیده‌های او در ستایش سلطان محمود غزنوی و مسعود غزنوی است. در قصیده‌ها و غزل‌های عنصری اصطلاحات حکمت و منطق نیز وجود دارد. قصیده‌های عنصری بی‌مقدمه‌است و بیشتر به وصف می‌پردازد. مهم‌ترین مثنوی‌های عنصری عبارت‌اند از وامق و عذرا، شادبهر و عین‌الحیات، و سرخ‌بت و خنگ‌بت که متأسفانه هیچکدام از آنها تا به حال به دست نیامده اند و فقط حدود سیصد و پنجاه بیت از وامق و عذرای او به صورت اتفاقی در جلد نسخه ای خطی به کوشش مولوی محمد شفیع ادیب پاکستانی کشف شد و به سرمایۀ دولت وقت ایران به چاپ رسید.(مولوی محمد شفیع، وامق و عذرا، انتشارات دانشگاه پنجاب، لاهور ۱۹۶۷)

## نمونهٔ اشعار
| باد نوروزی همی در بوستان بتگر شود      |  | تا ز صنعش هر درختی لعبتی دیگر شود      |
| باغ هم‌چون کلبهٔ بزاز پر دیبا شود        |  | راغ هم‌چون طبلهٔ عطار پر عنبر شود        |
| روی‌بند هر زمینی حلهٔ چینی شود           |  | گوشوار هر درختی رشتهٔ گوهر شود          |
| چون حجابی لعبتان خورشید را بینی به ناز |  | گه برون آید ز میغ و گه به میغ اندر شود |
| افسر سیمین فروگیرد ز سر، کوه بلند      |  | باز میناچشم و زیباروی و مشکین‌سر شود    |

| عجب مدار که نامرد، مردی آموزد    |  | از آن خجسته رسوم و از آن خجسته سِیَر |
| به چند گاه دهد بوی عنبر آن جامه  |  | که چند روز بماند نهاده با عنبر     |
| دلی که رامش جوید نیابد آن دانش   |  | سری که بالش جوید، نباید او افسر    |
| ز زود خفتن و و از دیر خاستن هرگز |  | نه مُلک یابد مَرد و نه بر ملوک، ظفر  |